# 邢台学院
邢台学院是一所位于中华人民共和国河北省邢台市的本科高等院校。

## 沿革
- 1910年（清宣统二年），直隶第四初级师范学堂成立。这是直隶最早的四所完全初级师范学堂之一。
- 1912年中华民国成立后，该学堂改称直隶第四初级师范学校。
- 1928年，直隶省更名为河北省，该学校更名为河北省第四师范学校。
- 1935年，该学校更名为河北省立邢台师范学校。
- 1937年七七事变爆发后，该学校南迁至河南、陕西等地，继续办学。
- 1945年9月邢台解放，该学校复迁回邢台，更名为太行区公立邢台师范学校。
- 1949年，该学校归河北省教育厅管理，并复名为河北省立邢台师范学校。
- 1969年，该学校更名为邢台地区师范学校。
- 1981年，该学校更名为河北邢台师范学校。
- 1984年6月，经河北省人民政府批准，该学校升格，改称为邢台师范专科学校。
- 1996年3月，邢台师范专科学校与邢台教育学院、邢台经济管理干部学校合并，组建邢台师范高等专科学校。
- 2002年3月，经中华人民共和国教育部批准，该学校升格为本科院校，并且更名为邢台学院。[3][4]
- 2025年2月26日，邢台学院乡村振兴学院揭牌[5]。

## 院系设置
学校设有18个二级学院（系部），76个本专科专业，涵盖文、理、工、经、法、管、史、教育、艺术9个学科。学校国际经济与贸易专业被评定为国家级特色专业建设点、省级人才培养创新高地和省级专业综合改革试点项目，美术学、国际贸易学、会计学被批准为省级重点发展学科。
- 文学院
- 物理与电子工程学院
- 资源与环境学院
- 外语系
- 体育学院
- 美术与设计学院
- 化学与化工学院
- 生物科学与工程学院
- 会计学院
- 数学与信息技术学院
- 法政学院
- 工商管理学院
- 经济与贸易学院
- 马克思主义学院
- 教师教育学院
- 机电工程学院
- 戏剧影视艺术系

## 校友
- 刘宁一（原全国人大常委会副委员长、中华全国总工会主席）
- 张玺（原中共河南省委书记、国家计委常务副主任）
- 乔晓光（原中共广西壮族自治区委第一书记）
- 白寿章（书画家）
- 王亚平（诗人）
- 胡如雷（历史学家）

## 学校荣誉
2020年9月，教育部认定为2020年全国普通高校中华优秀传统文化传承基地。